# Etxarri Aranatz
Etxarri Aranatz (spanska: Echarri-Aranaz) är en kommun i Spanien.   Den ligger i provinsen och regionen Navarra, i den norra delen av landet, 300 km norr om huvudstaden Madrid. Antalet invånare är 2 487.